# Llei d'Educació de Catalunya
|  | «LEC» redirigeix aquí. Vegeu-ne altres significats a «League of Legends EMEA Championship». |

La Llei d'Educació de Catalunya (LEC) és una llei aprovada pel Parlament de Catalunya el 2009 i publicada al DOGC el 10 de juliol d'aquell any. La llei desenvolupa i concreta les competències d'educació que té Catalunya en virtut de l'Estatut d'Autonomia i es basava també en el Pacte Nacional de l'Educació que era participat pels grups parlamentaris de CiU, PSC, ERC i ICV-EUiA que representaven en aquella legislatura una àmplia majoria de l'arc parlamentari. Després de la seva aprovació més de 50 diputats del PP presentaren un recurs d'inconstitucionalitat davant el Tribunal Constitucional d'Espanya, ja que considerava el model educatiu plantejat a la norma limitant als drets lingüístics dels ciutadans de Catalunya i que no promou un model de societat oberta. El recurs està admès a tràmit i pendent de resolució Tot i així fins a la resolució del recurs la llei continua vigent.
La LEC aposta per un servei d'educació de Catalunya on els centres públics i concertats participin dels criteris d'equitat, excel·lència i corresponsabilitat garantint-los la suficiència econòmica per al seu funcionament, respectant el dret a la lliure elecció de centre dels ciutadans, i el dret a definir el caràcter propi per part de la titularitat de cadascun dels centres educatius, que la mateixa llei defineix per als centres públics. La llei d'educació de Catalunya garanteix també la suficiència financera dels centres concertats i potencia la figura del contracte-programa per aquells centres que participin decididament en la corresponsabilització.

## Modernització dels centres públics
La LEC fa una aposta decidida per la modernització de la gestió dels centres públics. Per donar satisfacció a aquest objectiu, el text dota d'autonomia als centres per poder tirar endavant el seu projecte educatiu propi adaptat al seu entorn. Els centres educatius hauran de tenir un Projecte Educatiu de Centre (PEC) que hi inclouran indicadors de progrés.
L'autonomia permetrà al centre tenir marge de gestió del currículum (amb l'objectiu d'amotllar-lo al màxim a les necessitats dels alumnes), autonomia d'organització pedagògica (per millorar la capacitat de gestió de les aules i dels mètodes innovadors), així com de gestió de recursos humans (els llocs de treball docents es podran proveir a través de concursos generals, específics i sistemes de provisió especial) i econòmics (per poder decidir les necessitats de material basant-se en les necessitats del projecte educatiu).
Una altra de les apostes de la Llei se centra en la figura de la direcció. Així, els directors d'escoles i instituts tindran la categoria d'autoritat pública. Per ser nomenats, els directors hauran de presentar un projecte de direcció en el qual s'haurà de detallar la gestió del projecte educatiu de centre.
L'avaluació passa a ser un dels ítems clau de la Llei, en tant que es fa imprescindible per comprovar l'adequació dels resultats dels projectes educatius de centre als seus indicadors. La Llei crea l'Agència d'Avaluació de l'Educació, una entitat que esmerçarà els esforços a avaluar els projectes educatius (entesa com a acompanyament) i també podrà fer propostes a l'Administració competent per millorar els currículums generals.

## Docents
La figura de mestre i professor/a queda reforçada amb la possibilitat de creació de cossos docents de la Generalitat que regulen l'accés per oposicions pròpies amb procediments específics alhora que la Llei manté els drets del funcionariat docent actual.
Així, el personal docent tindrà la seva pròpia carrera professional, avaluada basant-se en l'exercici professional docent, la recerca educativa, l'aportació al sistema, la formació permanent, els resultats d'aquesta formació aplicats a l'aula, i també l'antiguitat.
En l'escola concertada, la Llei estableix un termini de tres anys a partir de l'entrada en vigor per homologar el sou del personal docent amb el de l'escola pública.

## Comunitat educativa
Amb l'objectiu de potenciar la comunicació i el compromís entre les famílies i els centres, cada centre haurà de formular una carta de compromís educatiu en la qual s'expressin els objectius necessaris per assolir un entorn de convivència i respecte pel desenvolupament de les activitats educatives.
A través d'aquesta carta es potencia la participació de les famílies en la vida del centre. Les famílies hauran de conèixer la carta i hauran d'avenir-se a compartir els principis que la inspiren ?que respecten els drets i les llibertats de les famílies recollits en les lleis? i a donar-hi compliment. El Departament haurà d'impulsar les orientacions que determinin els continguts per a l'elaboració d'aquesta carta.

## Proximitat
Un dels eixos principals de la Llei és el de la proximitat, en tant que confereix a les administracions locals la categoria d'Administració educativa en l'exercici de les competències en educació, de manera corresponsable amb el Govern de la Generalitat. Les administracions locals podran participar en la presa de decisions a propòsit de l'educació en el seu àmbit territorial.
També es creen unitats de planificació, les zones educatives, en les quals es podrà fer planificació de processos d'escolarització o de recursos humans, tenint en compte tots els recursos dels quals disposa el servei d'educació de Catalunya en aquella zona concreta, que prèviament haurà de ser definida.
En aquest aspecte, la Llei fa també referència explícita a la participació dels ajuntaments i les entitats cíviques dels municipis per a l'organització d'activitats extraescolars que afavoreixin la integració dels alumnes dels diferents centres educatius.

## Consolidació del model lingüístic català
Un dels títols de la Llei fa referència a la llengua i a la seva utilització al sistema educatiu de Catalunya. El text consagra el model lingüístic definit a la Llei de política lingüística, que fa del català la llengua vehicular de l'ensenyament a Catalunya i dona la possibilitat al Govern de la Generalitat de fixar el currículum de les hores lingüístiques.
Així mateix, la Llei certifica l'objectiu del trilingüisme, amb el domini del català, el castellà i una tercera llengua de la qual l'alumnat haurà de tenir un coneixement suficient al final de l'educació secundària obligatòria.

## Pressupostos
La disposició final tercera de la LEC recull el compromís que el Govern incrementarà progressivament els recursos econòmics destinats al sistema educatiu per tal d'assolir els objectius que marca i situarà progressivament durant els propers vuit anys la despesa educativa, com a mínim, en la mitjana dels països de la Unió Europea, que se situa al voltant del 6% del PIB.
La Llei d'educació de Catalunya va acompanyada d'una memòria econòmica que recull una projecció de la inversió derivada del desplegament de la normativa. En 4 anys, els pressupostos educatius s'incrementaran en 1.000 milions d'euros, i en vuit anys els pressupostos seran de 1.500 milions d'euros.